# 特文寧 (新墨西哥州)
特文寧（英語：Twining）是位於美國新墨西哥州陶斯縣的鬼鎮。

## 歷史
特文寧的郵局於1902年設立，其後於1910年停運。

## 地理
特文寧所處的海拔為高於海平面2874米（即9429英呎），而該地所採用的時區為UTC-7，即北美山地时区（MST）。同時該地設有夏令時間，為UTC-7調快一小時，即UTC-6（MDT）。